# 継松寺
継松寺（けいしょうじ）は、三重県松阪市中町にある高野山真言宗の仏教寺院。山号は岡寺山であり、通称・岡寺と呼ばれている。本尊は如意輪観世音菩薩。厄除け観音として知られ、毎年3月の初午大祭は多くの参拝客で賑わう。

## 沿革
寺伝によれば、天平15年（743年）に聖武天皇の勅願により、行基が如意輪観音を本尊として飯高郡石津郷（現・松阪市石津町）に創建したとされる。行基が伊勢神宮に奈良大仏建立の神勅を奉伺するために当地に派遣され、その際に霊告を受けて四カ寺を建立したが、当寺はその唯一残る霊場である。
天平勝宝2年（750年）に大洪水で堂宇や本尊が流出し、二見浦に住む三津五郎右衛門という人物が海中で本尊を見つける。三津五郎右衛門は出家し、継松法師と名乗って寺を再興したという。この「継松法師」の法号が、寺号の由来となる。
近世に入って現在地に移転したが、その時期については、天正年間（1573年-1593年）に蒲生氏郷が松阪城を築城する際とも、慶長17年（1612年）に松坂藩主・古田重治によるともされる。
江戸中期の住職・快雄は、韓天寿による法帖の模刻に協力しており、天寿と親交のあった池大雅が伊勢来遊の折には、同寺へ逗留し書画を残した。江戸後期には、天寿の足跡を訪ねた貫名海屋が一時滞在している。

## 初午大祭
初午大祭は毎年3月の初午の前後3日間に行われ、厄年の男女、特に振袖で着飾った19歳の女性で賑う。参道には多くの露店が並び、「厄を弾き去る」の語呂合わせから弾き猿が、また「厄をねじ伏せる」の語呂から「ねじりおこし」が売られる。また、参拝の際には下を向いたり、後ろを振り返ったりしてはいけないという言い伝えもある。
初午当日（大祭2日目）には、一般公募の厄年の女性が駕籠を中心にして、着物姿で市街地から寺まで練り歩く「宝恵駕籠道中行列」が行われる。明治時代に始まったもので、第二次世界大戦後は一時途絶えていたが、地元の有志によって平成21年（2009年）に復活した。
なお、「厄落とし」と称してハンカチを境内に落としていく習わしがあるとされ、境内に備え付けられた段ボール箱にハンカチを入れていく人も多いが、継松寺側は公式ホームページで「古くからある習慣ではありませんし、お寺ではおすすめしておりません。」としている。

## 文化財
三重県指定文化財
- 絹本着色普賢延命菩薩像（昭和27年3月13日指定）[15][16]
- 紙本著色曽我蕭白筆　雪山童子の図（昭和50年3月27日指定）[17][18]

松阪市指定文化財
- 継松寺書院（昭和35年12月1日指定）[19]
- 継松寺鐘楼（昭和35年12月1日指定）[20]
- 銅鐘 辻越後守重種作（昭和35年12月1日指定）[21]
- 銅製香炉 銘韓天寿書（昭和35年12月1日指定）[22]
- 銅燈籠 辻越後守重種作（昭和35年12月1日指定）[23]
- 絹本著色両界曼荼羅図（平成22年3月11日指定）[24]
- 岡寺版集帖板木 並びに関係資料（平成22年3月11日指定）[25]